# Wiktoria Gajosz
Wiktoria Gajosz (ur. 6 lipca 2006 w Chełmie) – polska sprinterka.

## Kariera
W lipcu 2024 roku w Warszawie ustanowiła rekord Polski U20 i najlepszy czas w biegu na 300 metrów U20 na świecie, wynoszący 36,82 sekundy. W tym samym miesiącu w Radomiu zdobyła tytuł mistrzyni Polski U20 w biegu na 400 metrów. Wygrywając bieg indywidualny, uzyskała rekord życiowy wynoszący 52,98 sekundy. Na mistrzostwach była również częścią drużyny, która ustanowiła nowy klubowy rekord Polski U20 w sztafecie kobiet 4 × 100 m i wygrała sztafetę 4 × 400 metrów.
Została srebrną medalistką na Mistrzostwach Świata U20 w Lekkoatletyce 2024 w sztafecie mieszanej 4 × 400 metrów. Na tej samej imprezie zajęła także czwarte miejsce w finale kobiecej sztafety 4 x 400 metrów.
Uczestniczka Drużynowych Mistrzostwa Europy w Lekkoatletyce 2025 (występ w eliminacjach sztafety 4 x 100 m). Brązowa medalistka Mistrzostw Europy Juniorów w sztafecie 4 × 100 metrów.
Rekordzistka Polski juniorów w biegu sztafetowym 4 × 100 metrów ustanowiony podczas Mistrzostw Europy Juniorów wraz z juniorską Reprezentacją Polski (44,07; 10 sierpnia 2025 Tampere).

## Życie osobiste
Należała do Tomasovii Tomaszów Lubelski, uczęszczała do IV Liceum Ogólnokształcącego w Chełmie.

## Rekordy życiowe
| konkurencja | wynik   | data                            | uwagi  |
| hala        | hala    | hala                            | hala   |
| ----------- | ------- | ------------------------------- | ------ |
| 60 m        | 7,96 s  | Rzeszów, 22 stycznia 2022       |        |
| 200 m       | 23,68 s | Rzeszów, 1 lutego 2025          |        |
| 300 m       | 38,09 s | Rzeszów, 8 lutego 2025          | RP U20 |
| 400 m       | 53,93 s | Wrocław, 11 lutego 2024         |        |
| stadion     |         |                                 |        |
| 100 m       | 11,47 s | Warszawa, 19 lipca 2025         |        |
| 150 m       | 17,37 s | Lublin, 10 maja 2025            |        |
| 200 m       | 23,07 s | Biała Podlaska, 14 czerwca 2025 |        |
| 300 m       | 36,82 s | Warszawa, 6 lipca 2025          |        |
| 400 m       | 52,94 s | Radom, 27 lipca 2025            |        |

Źródło: PZLA